# Förste konsul
Förste konsul var den titel, inspirerad från den romerska republiken, som Napoleon Bonaparte bar under konsulatet 1799–1804. Från 1802 var Napoleon konsul på livstid.